# Кропивницький район
Кропивницький район — район Кіровоградської області в Україні, утворений 2020 року. Адміністративний центр — місто Кропивницький. Площа —  9723,2 км² (39,5 % від площі області), населення — 443,0 тис. осіб (2020).

## Історія
Район створено відповідно до постанови Верховної Ради України № 807-IX від 17 липня 2020 року. До його складу увійшли: Кропивницька, Знам'янська, Бобринецька, Долинська міські, Олександрівська, Компаніївська, Новгородківська, Устинівська селищні, Кетрисанівська, Гурівська, Дмитрівська, Суботцівська, Аджамська, Великосеверинівська, Катеринівська, Первозванівська, Соколівська сільські територіальні громади.

## Передісторія земель району
Раніше територія району входила до складу Кропивницького (1923—2020), Бобринецького, Долинського, Олександрівського, Компаніївського, Новгородківського, Устинівського, Знам'янського районів, ліквідованих тією ж постановою.